# Älvestads kyrka
Älvestads kyrka är en kyrkobyggnad i Älvestad i Linköpings stift. Den ligger i Älvestads socken, Motala kommun. Kyrkan ligger omkring 14 kilometer nordöst om Skänninge och omkring 14 kilometer söder om Borensberg. Den 29 mars 2007 drabbades kyrkan av en svår brand som började i en verkstadsbyggnad på andra sidan landsvägen. Kyrkan fick 2009–2011 nytt tak och inredning samt genomgick vissa ombyggnader efter ritningar av slottsarktitekt Per Rydberg.

## Kyrkobyggnaden före 2007

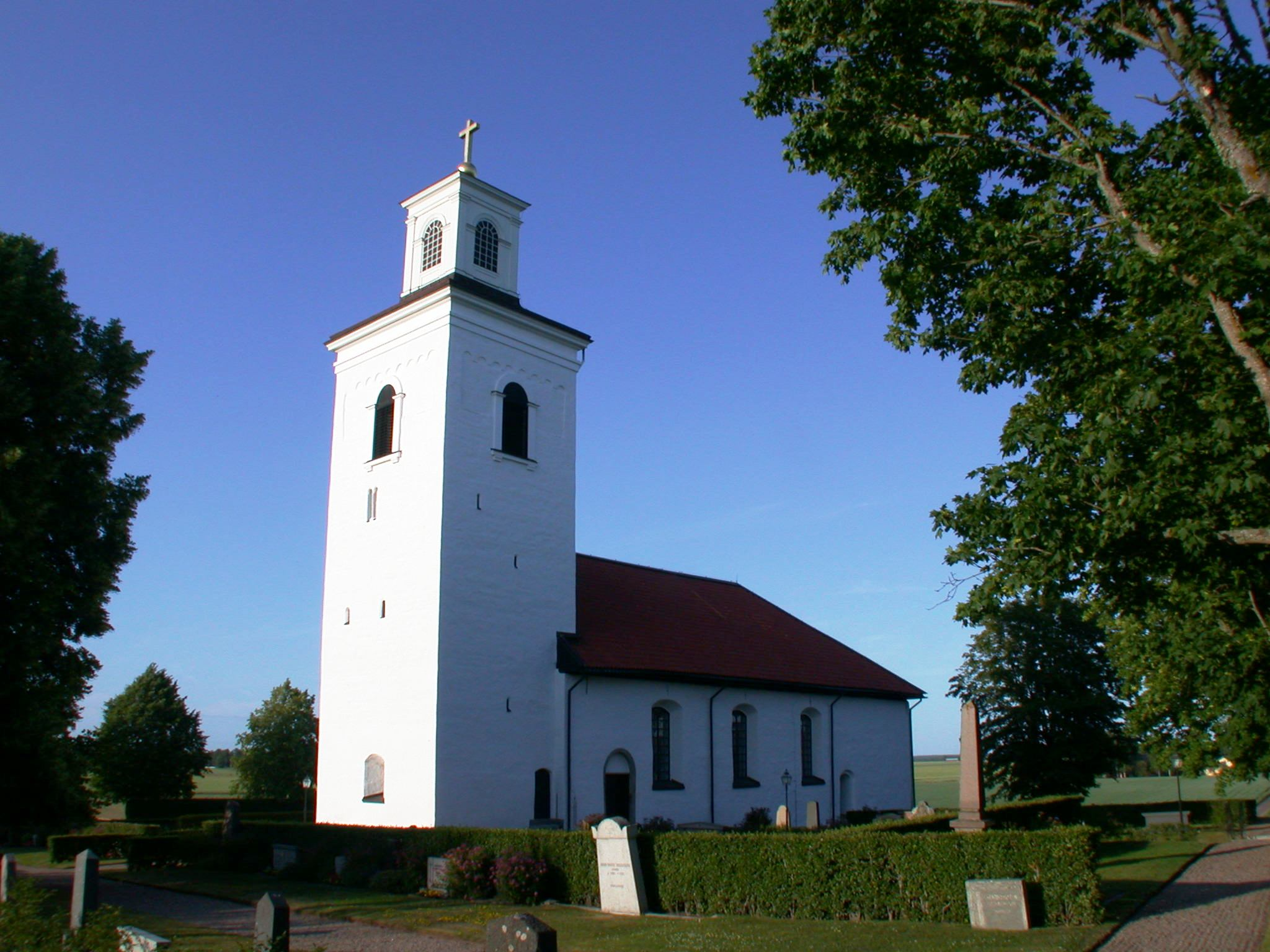
Älvestads kyrka 2006

Älvestads kyrka ligger på en höjd kringgärdad av slättbygd. Kyrkan har anor från tidig medeltid, men efter kraftiga förändringar under senare tid fick den en mer nyklassicistisk karaktär. Långhuset är rektangulärt med fullbrett, rakslutet kor. Sakristian vidbyggdes på korets nordsida. Kyrktornet är placerat på västgavelns södra del och kröntes före branden av en liten, fyrsidig lanternin. Kyrkan har vitputsade fasader och stickbågiga fönsteröppningar.

## Historik
Tornet och långhusets sydvästra del härstammar från 1100-talet. Redan vid tidigare ombyggnader hade kyrkan förlorat mycket av sin ursprungliga karaktär. När kyrkan på 1730-talet ansågs vara för liten byggdes den ut provisoriskt. 1756 flyttades den norra sidomuren och den östra gaveln ut en bit; då tornet fick sin asymmetriska placering. Sakristian tillfogades under 1770-talet. En restaurering 1949 medförde stora förändringar interiört då väggar och tak målades i en ljus färg och kyrkan fick elektricitet. Den äldre sakristian som mest hade använts till skräpkammare och förvaringsrum för redskap återställdes.

### Kyrkobranden 2007

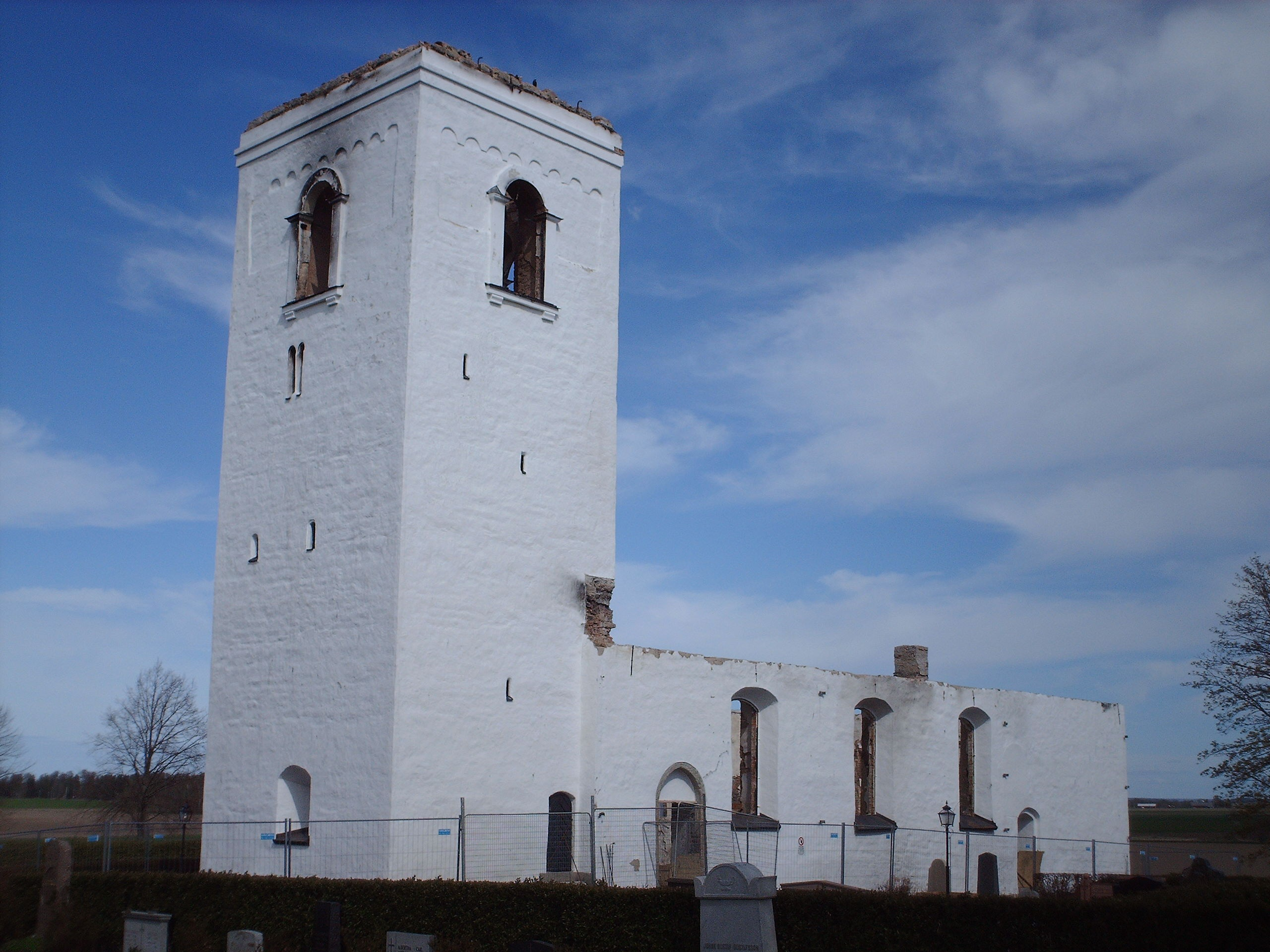
Älvestads kyrka efter branden 2007

Vid branden 2007 kunde endast lösa inventarier, som altartavlan, dopfunten och ett medeltida altarskåp räddas. En person skadades allvarligt av eldsvådan i verkstaden och en brandman skadades lindrigt vid släckningsarbetet av kyrkan. Brandmannen hade sinnesnärvaro att vända vattenslangen mot sig själv och på så sätt skydda sig mot eldhavet.

## Inventarier
- Altarskåp av ek från verkstad i Östergötland under 1400-talets andra hälft, (bilder). Vid restaureringen 1923 var skåpet i mycket dåligt skick, men konservator Sundbaum lyckades laga söndervittrade figurer och förgylla övermålningarna.
- Oljemålning föreställande Kristi gravläggning
- Två snidade nummertavlor som skänkts av organisten Erik Gustaf Wedin på 1800-talet.
- Generallöjtnant Carl Gustaf von Roxendorff från Carlshof gav församlingen altartavlan 1799. Den föreställer Bebådelsen - Nattvarden - Passionshistorien.
- Predikstolen har karolinsk barockstil. Det åttakantiga ljudtaket hör till en äldre predikstol. Den blev 1949 ommålad i samma färger som altarringen.
- Dopfunten i mässing och med lock och en stor, rikt ornerad cuppa, skänktes av Claes Niethoff från Borringe 1661.
- Ringkavlebudkaveln är unik. Den är försedd med en förteckning över de olika hemmanens ringningsplikt i kyrkan.
- Storklockan gjuten år 2011 av Bergholtz klockgjuteri i Sigtuna.
- Lillklockan gjuten år 2011 av Bergholtz klockgjuteri i Sigtuna.

## Orglar
- 1776 Jonas Wistenius, Linköping, bygger en mekanisk piporgel med 11 orgelstämmor, varav 2 halva. Alla fasadpipor ljudande.
- 1782 Reparation av Pehr Schiörlin, Linköping.
- 1810 Reparation av orgelbyggargesäll Carl Rylander, Linköping.
- 1847 Reparation av klockare, organist och amatörorgelbyggare Anders Jonsson, Ringarum.

Disposition 1847 - sannolikt = den ursprungliga:
| Manual                 |
| Gedact 8'              |
| Quintadena 8'          |
| Principal 4' (fasad)   |
| Fleut 4'               |
| Quinta 3' (eg. 2 2/3') |
| Octava 2'              |
| Fleut 2'               |
| Mixtur III chor        |
| Trompet 8'             |
| Trompet 4', B          |
| Vox Virginea 8', D     |

- 1902 Orgelreparatörna G. Lundquist & W. Thunberg, Linköping, bygger om orgeln. Bland annat sätter man in Principal 8', Salicional 8' och Subbas 16' C-c° samt ändrar Oktava 2' till Oktava 4' genom förlängning av piporna (enligt Waldemar Åhlén). Omfång: manual C-c³, pedal C-c°.
- Vid okänd tidpunkt ändras Quintadena 8' till Fugara 8'.
- 1937 ombyggnad av Bo Wedrup, Uppsala, enligt förslag av Kyrkosångens vänners orgelråd. Orgeln får fristående spelbord med tillägg av en andra manual och pedalverk och omfånget utökas. Traktur och registratur pneumatiseras. Octava 4’, Blockflöjt 2’ och Salicional 8’ flyttas till andra manualen, Trumpet 8’ slopas och i stället insätts en ny Mixtur, en Kvinta 3’ (2 2/3’) och en Octava 2’. Tonhöjden sänks från korton till normal genom rillbyggnad av en kancell för C. Fasaden och huvudverkets väderlåda är från 1776 års orgel.

Nuvarande disposition:
| Huvudverk C-g³                        | Svällverk C-g³                          | Pedal C-f³             | Koppel       |  |
| Principal 8' (1902)                   | Rörgedakt 8' (1937)                     | Subbas 16' (1902/1937) | II/I         |  |
| Gedakt 8'                             | Salicional 8' (1902)                    | Oktava 8' (1937)       | 4' II/I      |  |
| Fugara 8' (1776/1847?)                | Principal 4' (sannolikt f.d. Octava 2’) | Nachthorn 4' (1937)    | I/P          |  |
| Oktava 4' (fasad) (f.d. Principal 4') | Querflöjt 4' (1937)                     |                        | II/P         |  |
| Flöjt 4'                              | Blockflöjt 2'                           |                        | 4' II/P      |  |
| Kvinta 3' (eg. 2 2/3') (1937)         | Larigot 1 1/3' (1937)                   |                        |              |  |
| Oktava 2' (1937)                      | Corno 8' (1937)                         |                        |              |  |
| Mixtur III ch. 1 1/3' (1937)          | Tremulant (1937)                        |                        | Rullsvällare |  |
|                                       | Jalusisvällare                          |                        | 2 fria komb. |  |

## Bildgalleri

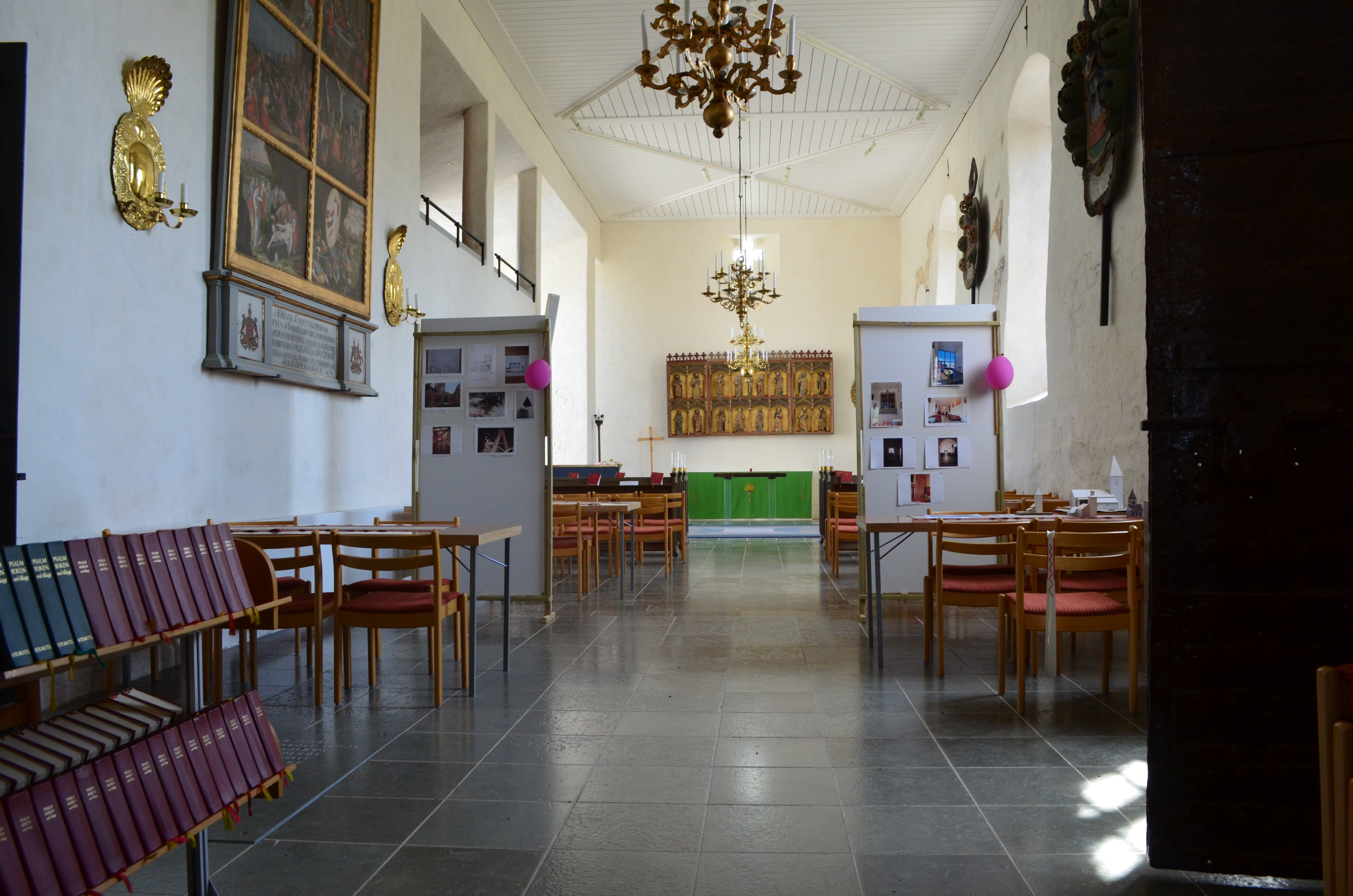
Älvestad kyrkas kyrksal
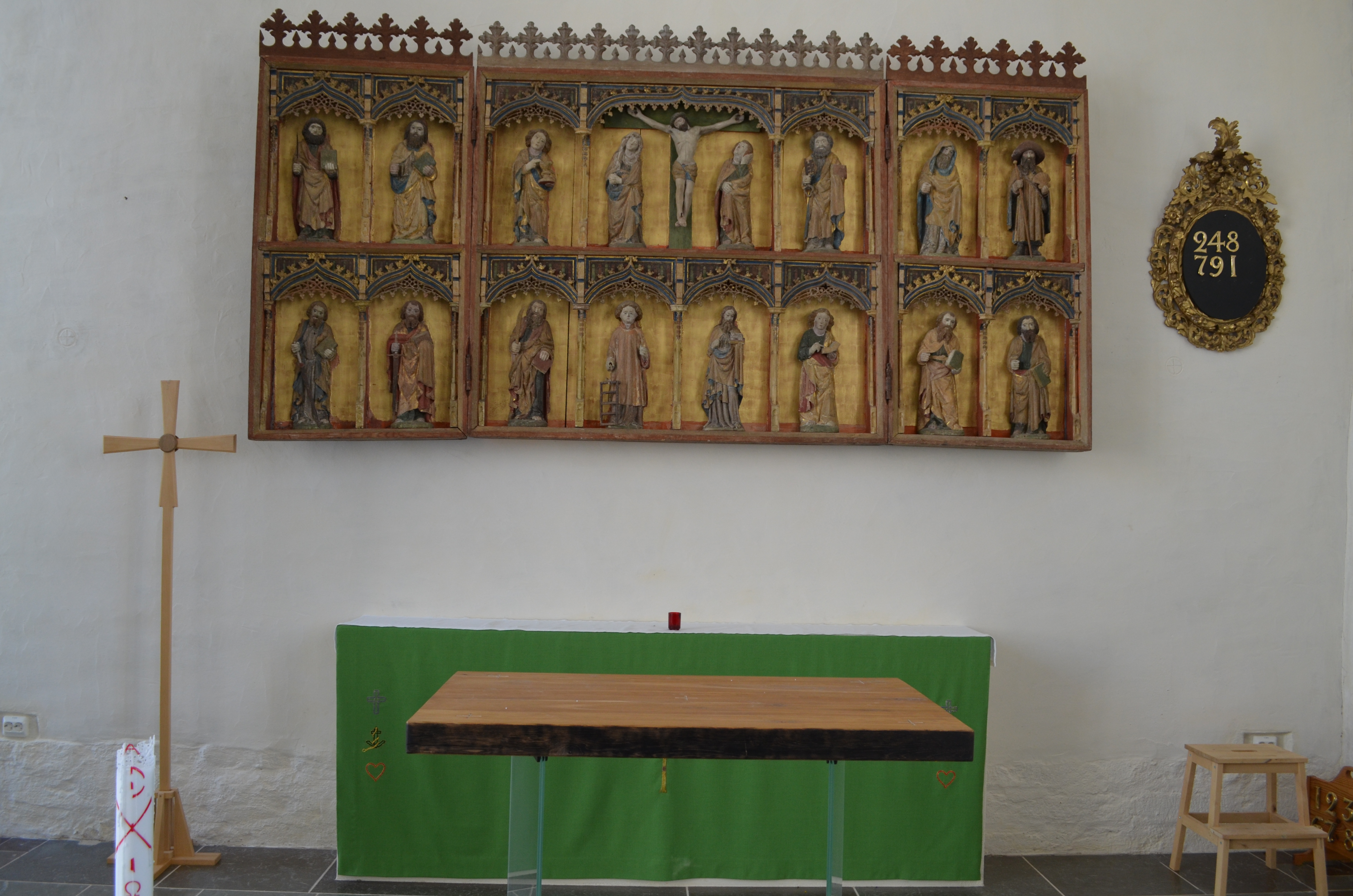
Älvestad kyrkas altare
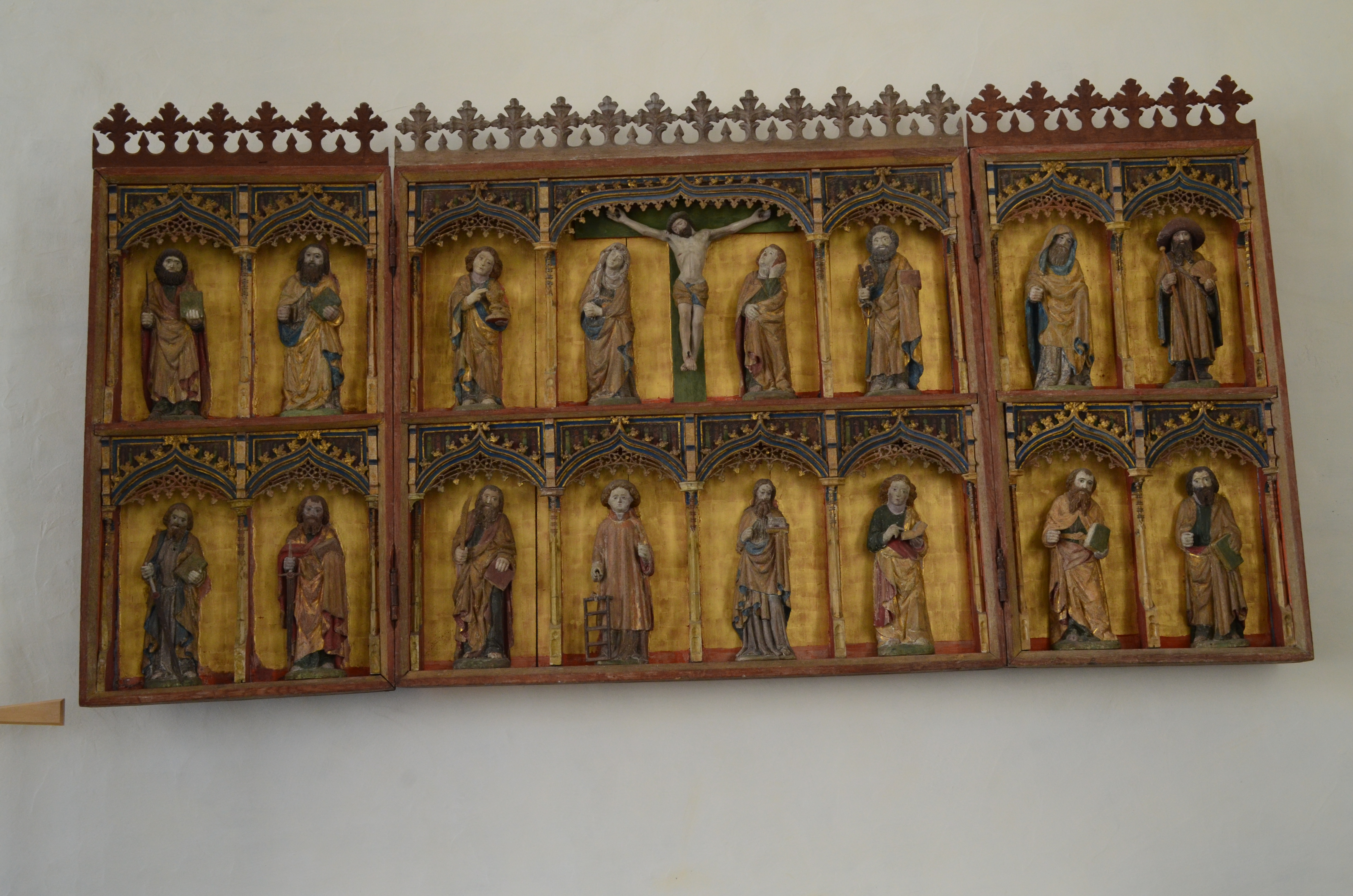
Älvestad kyrkas altartavla
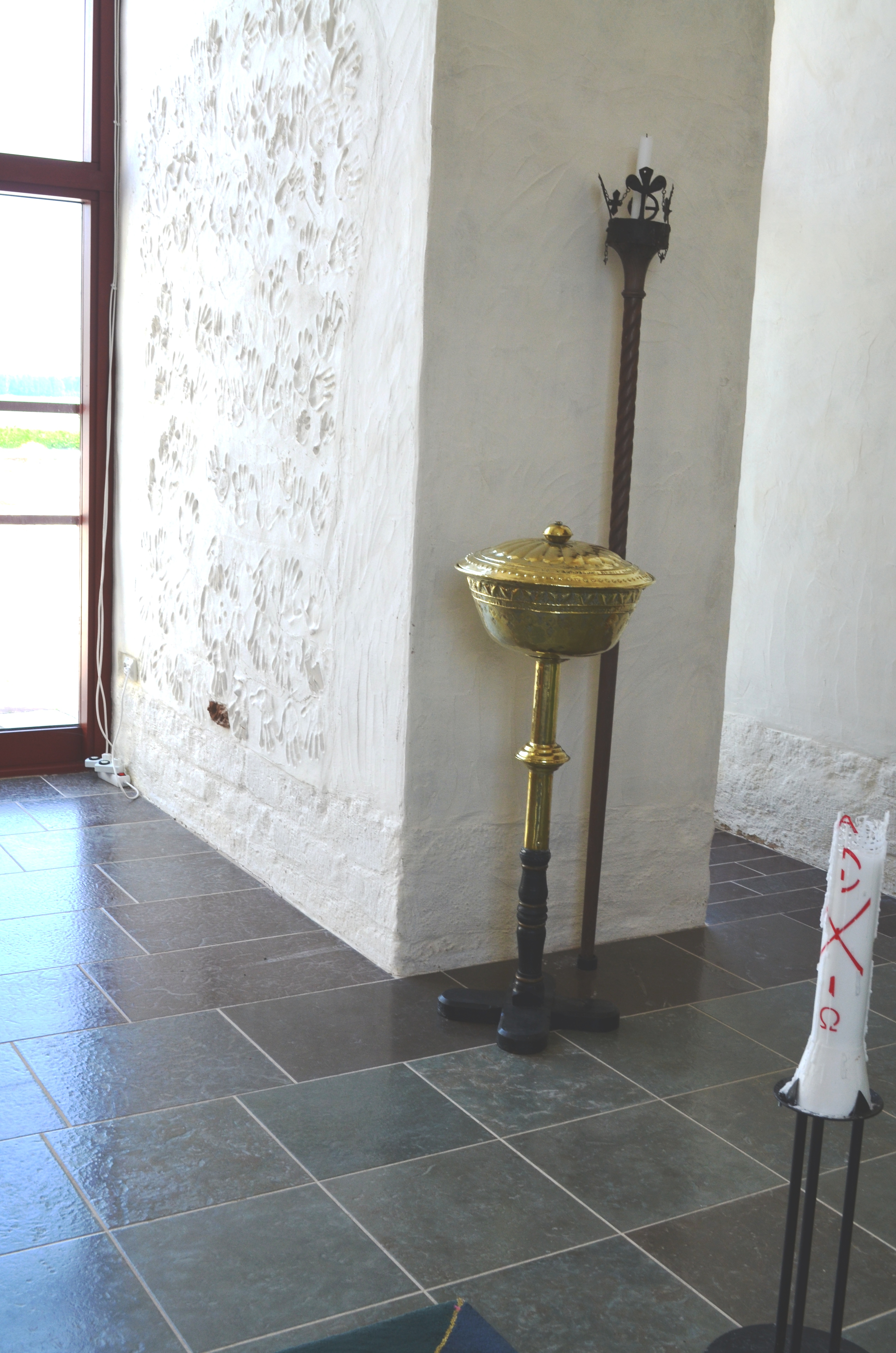
Älvestad kyrkas dopfunt
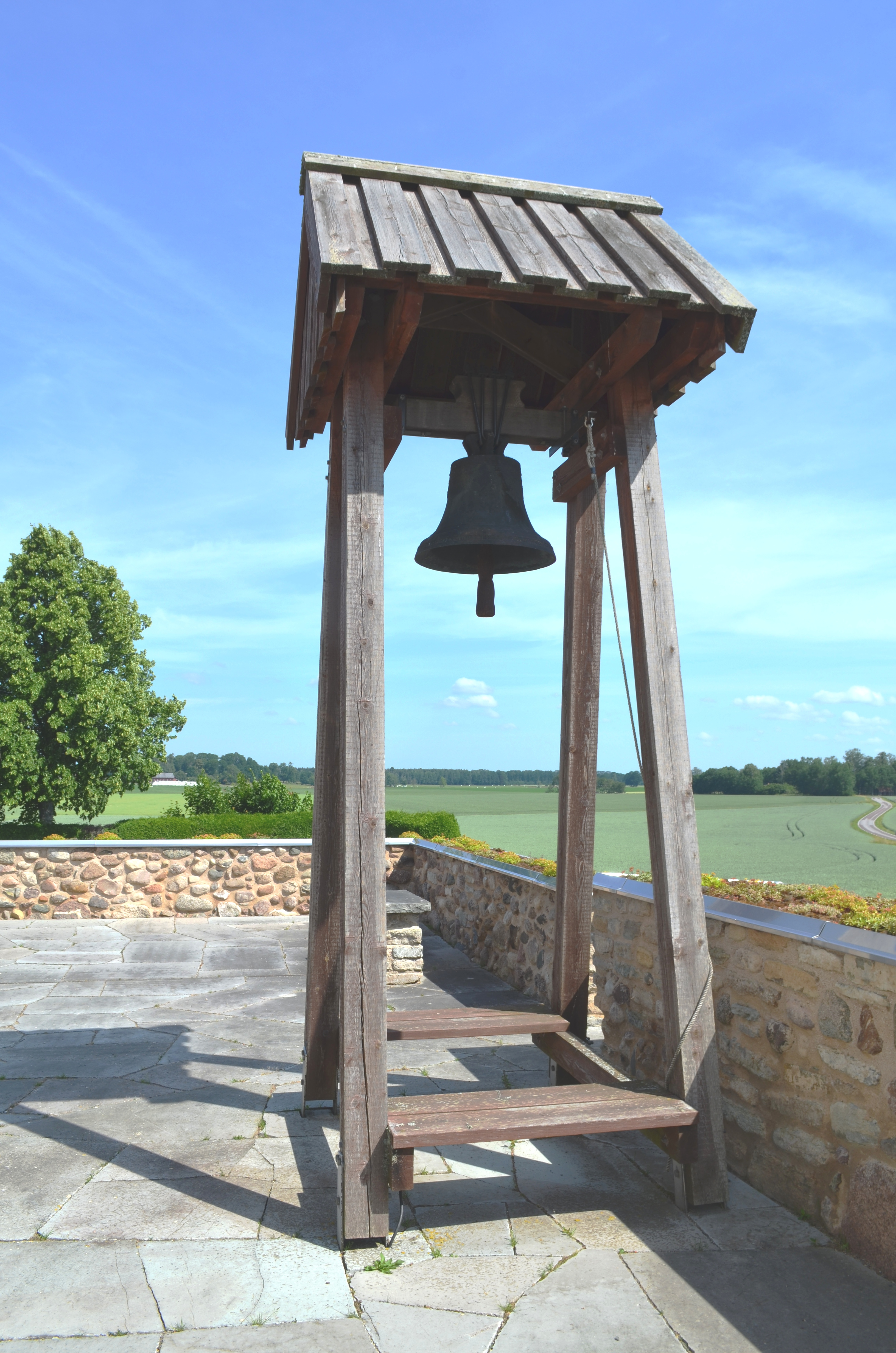
Älvestad kyrkas klockstapel